# اريك سولومون
اريك سولومون (بالإنجليزية: Eric Solomon)‏ هو سياسي أسترالي، ولد في 27 يونيو 1907، وتوفي في 9 مايو 1985. انتخب عضو الجمعية التشريعية نيو ساوث ويلز.